# Ohikaiti (rivière)

La rivière Ohikaiti  est un cours d’eau de la région de la  West Coast dans l’Ile du Sud de la Nouvelle-Zélande.

## Géographie
Elle s’écoule  vers le Nord, parallèlement à une autre rivière plus large, qui est la rivière  Ohikanui qui siège à deux kilomètres plus à l’ouest. La rivière Ohikaiti se déverse dans le fleuve Buller au niveau des Gorges de Buller, à 15 kilomètres au sud-ouest de la ville de Westport .